# Anthemis
Anthemis es un género de alrededor de 100 especies de hierbas aromáticas perteneciente a la familia Asteraceae, relacionada con Chamaemelum, y como este género conocido como manzanilla. Anthemis son nativos del sudoeste del Mediterráneo y región del sudeste de Asia hasta Irán. Se ha extendido llegando hasta Reino Unido. Comprende 703 especies descritas y de estas, solo 172 aceptadas.

## Descripción
Son plantas herbáceas peludas o glabras, anuales, bienales o perennes, a veces leñosas en la base. Hojas alternas, uni- o tripinnasecta o con  segmentos primarios tripartitos, dividido en segmentos finales lineales o lanceolados-espatulados. Las inflorescencias en capítulos terminales generalmente solitarios, raramente en corimbos, pedunculados, en su mayoría. Involucro de 3-muchos  filarios con margen membranoso y entero o lacerado. Receptáculo cónico para hemisférico. Los floretes radiales uniseriados, femeninos, neutro raramente, fértiles o estériles, con  tubo de la corola comprimido y 2-3-dentado, blanco o púrpura. Los floretes del disco hermafroditas, fértiles, tubo de la corola comprimido y 2 alado o inflados en la base.

## Usos
Las flores se usan en infusiones y las hojas machacadas tienen olor a manzanas. Crecen con sol y suelo arenoso, se la llama "médico de plantas" porque parece que mejora la salud de las plantas cercanas.
Las flores son usadas para enrubiar el cabello.

## Taxonomía
El género fue descrito por  Carlos Linneo y publicado en Species Plantarum 2: 893–896. 1753. La especie tipo es: Anthemis arvensis L.
Etimología
Anthemis: nombre genérico que viene de la palabra griega: "Anthemon" (= flor) luego se transformó en "Anthemis" (= pequeña flor) y se refiere a " las inflorescencias de las plantas. Este nombre fue utilizado por los antiguos griegos para indicar una de las muchas especies de manzanilla.  El nombre científico aceptado actualmente (Anthemis) fue asignado a este género por Carlos Linneo (1707-1778), biólogo y escritor sueco, considerado el padre de la moderna clasificación científica de los organismos vivos, en la publicación de Species Plantarum de 1753. En realidad, fue el botánico toscano Pier Antonio Micheli (1679-1737) quien propuso originalmente el nombre de este género en su obra Nova plantarum genera: iuxta Tournefortii methodum disposita (1729).

## Algunas especies
- Anthemis altissima Guss. ex Nyman
- Anthemis arvensis L.
- Anthemis austriaca Jacq.
- Anthemis chilensis Walp.
- Anthemis chrysantha J.Gay
- Anthemis cinerea Pancic
- Anthemis cotula Blanco
- Anthemis cretacea Zefir.
- Anthemis haussknechtii Boiss. & Reut.
- Anthemis macedonica Boiss. & Orph.
- Anthemis maritima d'Urv.
- Anthemis marschalliana Willd.
- Anthemis nobilis (sin. Chamaemelum nobile), Manzanilla Romana
- Anthemis numidica Batt.
- Anthemis punctata Vahl
- Anthemis rosea Sibth. & Sm.
- Anthemis sanci-johannis Stoj., Stef. & Turrill
- Anthemis secundiramea Biv.
- Anthemis styriaca Vest
- Anthemis tigrensis J.Gay ex A.Rich.
- Anthemis tinctoria L.
- Anthemis triumfetti All.
- Anthemis turolensis Pau ex Caball.